# Eberhard Weise (Chemiker)
Eberhard Weise (* 18. Mai 1927 in Berlin; † 18. Januar 2024 in Monheim) war ein deutscher Chemiker und Werksleiter der Bayer AG (Leverkusen)  sowie Professor für Anorganische Chemie an der  Justus-Liebig-Universität Gießen.

## Leben
Eberhard Weise  studierte Chemie an den Universitäten Kiel und Münster. Die Dissertation wurde im Jahre 1954 an der Universität Münster mit einer Arbeitet aus der anorganischen Komplexchemie bei Wilhelm Klemm abgeschlossen.
Im Jahre 1956 trat er als Chemiker in die Anorganische Abteilung der Bayer AG ein und wurde dort ab 1972 mit der Leitung der Produktion Anorganische Chemikalien beauftragt. Von 1974 bis 1983 war Weise dann Werksleiter der Bayer AG in Leverkusen.
1971 erfolgte eine Berufung auf eine Honorarprofessur der  Universität Gießen. 1983 wurde Weise in den Vorstand der Bayer AG  berufen und zum Arbeitsdirektor bestellt. Er war von 1978 bis 1990 Vorsitzender des Koordinierungsausschusses Toxikologie und Okologie des Verbandes der Chemischen Industrie (VCI).
Eberhard Weise ging 1990 in Rente und lebte weiter in Monheim. Er verstarb dort in seinem Haus im Januar 2024 im Alter von 96 Jahren.

## Wirken
Forschungs- und Arbeitsgebiete von Weise waren Elektrochemie sowie Umweltschutz und Arbeitssicherheit. Er wirkte über 15 Jahre in der NRW-Stiftung mit. Er ist Inhaber eines Patents über die Herstellung von Aluminiumfluorid.
In der Gesellschaft Deutscher Chemiker (GDCh) war er langjähriger Vorsitzender der Fachgruppen Angewandte Elektrochemie und Umweltchemie und Ökotoxikologie.

## Publikationen (Auswahl)
- E. Weise, W. Klemm: Fluorokomplexe des vierwertigen Rhodiums, Z. anorg. allg. Chem., 1953, doi:10.1002/ZAAC.19532720123
- E. Weise, W. Klemm: Fluorokomplexe des Rutheniums, Z. anorg. allg. Chem., 1955, doi:10.1002/ZAAC.19552790108
- E. Weise: Fluorokomplexe des vierwertigen Rheniums, Z. anorg. allg. Chem., 1956, doi:10.1002/ZAAC.19562830139
- E. Weise, H. Friege, K. O. Henseling, I. C. Meerkamp van Embden: Wie die Chemie“grün”wurde, NadC, 1970, doi:10.1002/nadc.19990470806
- E. Weise (Hrsg.): Ullmanns Enzyklopädie der Technischen Chemie. Bd. 6: Umweltschutz und Arbeitssicherheit, 4., neubearb. u. erw. Auflage. Verlag Chemie, Weinheim Deerfield Beach, Florida Basel 1981, ISBN 978-3-527-20000-9

## Auszeichnungen
- 1992: Carl-Duisberg-Plakette[1]